# Túnel ferroviario convencional de Guadarrama
El túnel del Guadarrama, también conocido como túnel de Tablada o de Gudillos, es un túnel ferroviario de 2380 metros de longitud que atraviesa el sistema Central por la sierra de Guadarrama bajo el Alto del León, comunicando la Comunidad de Madrid y la provincia de Segovia. Pertenece a la línea férrea 110 de la red ferroviaria española, por la cual presta servicio la línea 53 de Media Distancia Segovia-Madrid.

## Historia
El túnel comenzó a ser perforado en 1884 a raíz de la construcción del tramo ferroviario Villalba-Segovia, que uniría Villalba con Medina del Campo vía Segovia (el tramo Medina del Campo-Segovia fue cerrado en 1993 alegando falta de rentabilidad económica, por lo que actualmente la línea acaba en Segovia). Las obras del túnel no concluyeron hasta 1888, siendo inaugurado el 29 de junio del mismo año. Fue una de las principales obras de ingeniería de la época, ya que supuso la primera perforación de un túnel de estas características que atravesaba por primera vez el Sistema Central, en este caso por la sierra de Guadarrama bajo el Alto del León o puerto de Guadarrama. La inauguración de este túnel a finales del siglo XIX también facilitó a los entonces habitantes de la zona el paso a pie por el mismo, dejando así de verse obligados a subir el Alto del León para cruzar la sierra.
Este túnel fue la antesala de los cinco túneles (tres de ellos carreteros construidos paralelamente a escasos metros del túnel de Tablada, y otros dos ferroviarios de alta velocidad) que más de un siglo después se realizarían con la misma función: la conexión de la Meseta Norte con la Meseta Sur.

## Descripción
Esta infraestructura atraviesa la sierra de Guadarrama a una cota de 1.296 metros sobre el nivel del mar, teniendo su boca norte en el término de Gudillos (provincia de Segovia) y su boca sur en el término de Guadarrama (Comunidad de Madrid). Se encuentra entre la segoviana estación de Gudillos y la madrileña estación de Tablada.